# Mister K
Mister K fue una revista de historietas publicada a todo color por Ediciones El Jueves desde octubre de 2004 hasta diciembre de 2006. Dirigida por Maikel, todos sus autores eran autóctonos y la mayoría noveles, orientándose a un público infantil-juvenil. Alcanzó los 55 números, cada uno de los cuales estaba centrado en un tema (desde los móviles hasta el invierno, pasando por la película Madagascar o Los Simpson). Comprendía secciones de actualidad (Eskaparate), chistes (Risarapid), entrevistas (Yo también fui joven), del lector (¿Qué te kuentas?) y pasatiempos (Komecocos), pero sobre todo historietas. Entre las series que publicó, destacan Carlitos Fax y Harry Pórrez, recopiladas posteriormente en el seno de la colección K-Libros.

## Trayectoria
El 6 de octubre de 2004, Ediciones El Jueves lanzó al mercado el primer número de Mister K de forma gratuita con el periódico Metro y con el número extra de El Jueves sobre Estados Unidos. Haciendo gala de su subtítulo ("la otra revista que sale los miércoles"), sus siguientes números, todos de 56 páginas, aparecieron semanalmente en los kioskos, a un precio de 1,20 €. Sus primeros números incluían:
| Años      | Números | Título                | Autoría                                     |
| --------- | ------- | --------------------- | ------------------------------------------- |
| 6/10/2004 | 0,      | Shok y Spik           | Maikel                                      |
| 6/10/2004 | 0,      | Clases con Guasa      | Kiko da Silva                               |
| 6/10/2004 | 0,      | Carlitos Fax          | Albert Monteys                              |
| 6/10/2004 | 0,      | Rocket B              | Javi Montes, Miguel Robledo                 |
| 6/10/2004 | 0,      | Zorgo                 | Luis Bustos                                 |
| 6/10/2004 | 0,      | Chinche               | Pep y Marc Brocal                           |
| 6/10/2004 | 0,      | KCine                 | Miguel A. Parra, Álex Romero                |
| 6/10/2004 | 0,      | El mundo de Judy      | Jordi Lafebre, Toni Font                    |
| 6/10/2004 | 0,      | El Profesor Trozotiza | Jota Jota                                   |
| 6/10/2004 | 0,      | Kiko Kiosco           | Enrique Bonet                               |
| 6/10/2004 | 0,      | Malas pulgadas        | Alberto Guitián                             |
| 6/10/2004 | 0,      | Olga y Héctor         | José Luis Ágreda                            |
| 6/10/2004 | 0,      | Harry Pórrez          | Bernardo Vergara/EnriqueCarlos/Víctor Rivas |
| 6/10/2004 | 0,      | Sam                   | Härringer                                   |
| 6/10/2004 | 0,      | Yeti                  | Santy                                       |
| 6/10/2004 | 0,      | Turisteo              | Kiko da Silva                               |
| 6/10/2004 | 0,      | Crononautas           | Javi Rodríguez                              |
| 6/10/2004 | 0,      | Multiman              | Bernardo Vergara/Sanvi                      |
| 2005      | 26-     | El pequeño Quijote    | Esegé                                       |

A partir del número 38 (inclusive), la revista aumenta su número de páginas a 100 y su precio a 2,50 €, distribuyéndose con periodicidad mensual los días 20 de cada mes.
En el Salón del Cómic de Barcelona de 2005, obtuvo el premio a la mejor revista del año anterior.
En su número 49, correspondiente al mes de mayo de 2006, se estrenaron tres nuevas series: Malacara Jack de Ángel A. Svoboda, Los casos del Inspector Einstein de José Ángel Lopetegi y La familia Pesadilla.
La revista desapareció con su número 55, publicado el 20 de diciembre de 2006, a pesar de los intentos de la editorial por mantenerla.